# Louise Michel
Louise Michel (Vroncourt-la-Côte, 29 de mayo de 1830-Marsella, 9 de enero de 1905) fue una educadora, poeta y escritora anarquista francesa, una de las principales figuras de la Comuna de París. Fue la primera en enarbolar la bandera negra, que bajo su impulso se convirtió en uno de los símbolos del anarquismo.

## Biografía

### Juventud
Era hija natural de una sirvienta, Marie Anne Michel, y del terrateniente Étienne-Charles Demahis o, más probablemente, de su hijo, Laurent Demahis. Sus abuelos paternos le dieron una buena educación basada en principios liberales, y Louise leía a Voltaire y a Jean-Jacques Rousseau. En sus memorias, Louise Michel recuerda su infancia como un periodo muy feliz de su vida. Soñaba con ser poeta. Luego de la muerte de su abuelo en 1850, estudió para ser maestra pero su rechazo a prestar juramento a Napoleón III le impidió entrar en la enseñanza pública. Por ese motivo, entre 1852 y 1855, abrió sucesivamente escuelas libres en Audeloncourt, Clefmont y Millières (Haute-Marne), invirtiendo la herencia que le habían legado sus abuelos. Practicó una enseñanza basada en los ideales republicanos y en una pedagogía innovadora, lo que levantaría suspicacias entre los padres de sus alumnos y le valió alguna amonestación por parte de las autoridades. Insistía en el sentido de la responsabilidad y en la participación activa del alumnado, prohibía los castigos, daba clases de ciencias naturales y escribía pequeñas piezas teatrales que las alumnas representaban en clase. En 1850, le escribió su primera carta a Victor Hugo, ya entonces escritor de gran celebridad, iniciándose una correspondencia que se mantuvo hasta la muerte de este último.

### París
En 1856, Louise Michel se trasladó a París, donde se dedicó a la enseñanza sin interrupción durante quince años. 
Trabajó de maestra, primero en una escuela del 14 calle del Château-d’Eau, empleada por una maestra mayor, la señora Vollier. Una herencia familiar le permitió comprar en 1865 una escuela en el n.º 5 de la calle des Cloÿs, en Montmartre (XVIII Distrito de París) donde residía con la señora Vollier, ya jubilada. En 1868 dejó esta escuela para abrir otra en la calle Oudot, en asociación con la señorita Poulin que sufría tuberculosis y falleció en 1871. La escuela de la calle Oudot contaba alrededor de sesenta alumnas en 1870.
Le interesaba la literatura y publicó varios textos, entre ellos unos poemas que firmó bajo el seudónimo Enjolras, un personaje de la novela Los Miserables, de Víctor Hugo. Llevaba ya años comprometida con las clases más desfavorecidas, pero su evolución política se agudizó en contacto con las clases de educación popular que organizaban en la calle Hautefeuille republicanos como Jules Favre, Eugène Pelletan y Jules Simon, con sus lecturas de Darwin y Claude Bernard o frecuentando a los colaboradores del semanario Le Droit des femmes, dirigido por Marie Boissonnet (mujer de Jules Simon), André Léo y Maria Deraismes en la escuela profesional gratuita de la calle Thévenot (hoy calle Réaumur) donde Louise daba clases de dibujo, literatura y geografía.
En los ambientes revolucionarios y socialistas que frecuentaba trabó amistad con Eugène Varlin, Raoul Rigault y Emile Eudes, y era colaboradora habitual de periódicos de la oposición como Le cri du peuple (El grito del pueblo), cuyo redactor jefe era su amigo Jules Vallès. En 1862 era socia de la “Unión de los poetas” y en 1869 secretaria de la "Sociedad Democrática de Moralización", que tenía por finalidad ayudar a las trabajadoras obreras a ser económicamente independientes.
El 1 de septiembre de 1870, la derrota de Napoleón III en la guerra franco-prusiana puso fin a la dictadura imperial. Los acontecimientos precipitaron la proclamación de la República, mientras el ejército prusiano marchaba sobre París. Louise Michel entró a formar parte del Comité de Vigilancia del barrio de Montmartre, una de las asociaciones vecinales que se crearon en cada distrito parisino para organizar la defensa de la capital. Allí conoció al militante blanquista Théophile Ferré con el que mantuvo una relación sentimental.

### La Comuna de París
En París, cercado por el ejército prusiano, el gobierno de Defensa Nacional dirigido por Thiers, refugiado en Versalles, y las fuerzas republicanas radicales parisinas competían por la supremacía política desde septiembre de 1870. Louise Michel era entonces seguidora del movimiento revolucionario fundado por el republicano socialista Louis Auguste Blanqui. En los últimos meses del año 
participó en sendas manifestaciones populares, y en enero de 1871, cuando las tropas del general Trochu abrieron fuego contra la multitud delante de la alcaldía de París, Michel, vestida de guarda nacional, respondió disparando. 

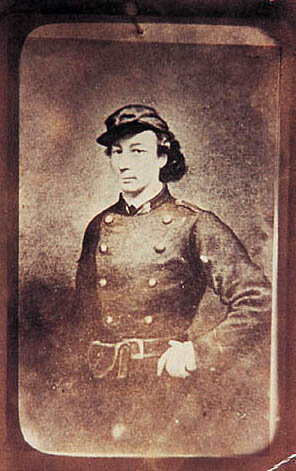
Louise Michel en uniforme de guarda nacional.

Estuvo en primera fila de los acontecimientos de los 17 y 18 de marzo de 1871, que marcaron el inicio de la Comuna de París. Cuando el gobierno de Versalles envió a sus tropas a apoderarse de los cañones de la Guardia Nacional emplazados en la colina de Montmartre, Louise Michel era presidenta del Comité de Vigilancia del distrito XVIII. Como tal, encabezó la manifestación de mujeres que impediría que los cañones pasaran a manos de los "Versalleses", y logró que los soldados confraternizaran con los guardias nacionales y el pueblo parisino.
Louise mantuvo una destacada labor social y militante en los apenas dos meses que duró la sublevación parisina. Animaba el "Club de la Revolución" de la iglesia Saint-Bernard de la Chapelle, en el distrito XVIII, y consiguió del alcalde del distrito de Montmartre, Georges Clemenceau, la creación de comedores para los niños del barrio. Organizó también un servicio de guarderías infantiles en toda la capital y apoyó ideas muy novedosas como la creación de escuelas profesionales y de orfanatos laicos.
Cuando las tropas del gobierno de Versalles asaltaron París en abril-mayo de 1871, combatió, fusil en mano, en las barricadas de Clamart, Neuilly e Issy-les-Moulineaux. Participó como enfermera, recogiendo y atendiendo a los heridos, y reclutó mujeres para llevar las ambulancias. Como guarda del 61.er batallón de Montmartre, lideró un batallón femenino cuyo coraje destacaría en las últimas batallas libradas por los comuneros, en el cementerio de Montmartre y en Clignancourt, donde muchas de sus compañeras perdieron la vida. Michel logró escapar, pero se entregó a los "versalleses" a los pocos días, para obtener la liberación de su madre que había sido arrestada en su lugar ya que la amenazaban con fusilarla si no se entregaba. Théophile Ferré fue detenido a su vez y ejecutado en noviembre de 1871. Louise le dedicó el poema Les oeillets rouges (Los claveles rojos). En diciembre de 1871 fue llevada ante el 6° consejo de guerra, bajo la acusación de intento de derrocar al gobierno e incitar a los ciudadanos a tomar las armas en defensa propia. La condenaron a diez años de destierro después de haber declarado en el juicio: 

No me quiero defender. Pertenezco por entero a la revolución social. Declaro aceptar la responsabilidad de mis actos.(...)Ya que, según parece, todo corazón que lucha por la libertad sólo tiene derecho a un poco de plomo, exijo mi parte. Si me dejáis vivir, no cesaré de clamar venganza y de denunciar, en venganza de mis hermanos, a los asesinos de esta Comisión.

### Deportación a Nueva Caledonia

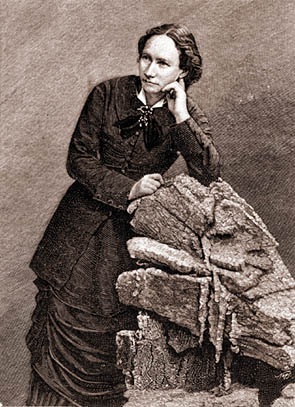
Louise Michel en Nueva Caledonia.

Deportada a Nueva Caledonia en el vapor "Virginie" el 8 de agosto de 1873, después de cumplir veinte meses en prisión, colaboró con quienes luchaban por la independencia política de esa colonia francesa. Por esta época la prensa de Versalles le puso los motes de la Louve rouge, la Bonne Louise (la loba roja y la buena Louise). Trabó entonces una relación con Henri Rochefort, un famoso polemista, y conoció a Nathalie Lemel, otra figura activa en la Comuna de París, que acercó a Louise a las ideas anarquistas. Permaneció en Nueva Caledonia durante siete años, rechazando el tratamiento especial que se reservaba a las mujeres.
Estudió y recogió datos sobre la fauna y la flora de la isla, elaborando un repertorio que enviaría al Instituto Geográfico en París. Durante esos años, se acercó a los canacos, considerados como peligrosos y hasta antropófagos por la mayoría de los franceses. Aprendió su lengua y desarrolló una labor educativa con los nativos, por los que tomaría partido en la revuelta de 1878, a diferencia de muchos otros deportados comuneros. Fundó el periódico Petites Affiches de la Nouvelle-Calédonie y publicó Légendes et chansons de gestes canaques. En 1879 se le permitió instalarse en la isla de Noumea y se le autorizó a retomar su labor docente, primero como maestra de los hijos de los deportados franceses, y luego en escuelas de niñas.

### Regreso a Francia

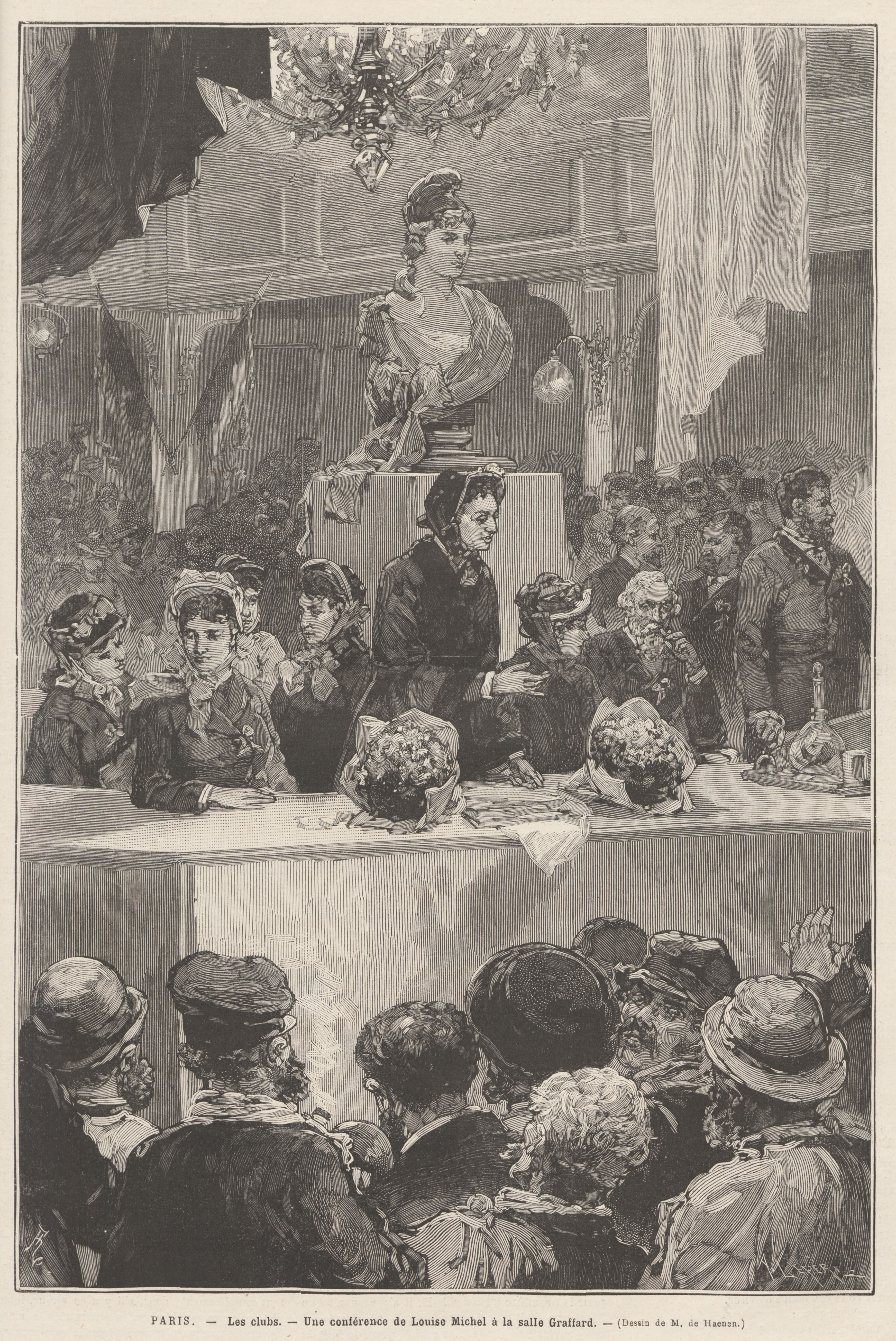
Conferencia de Louise Michel en París (1880)

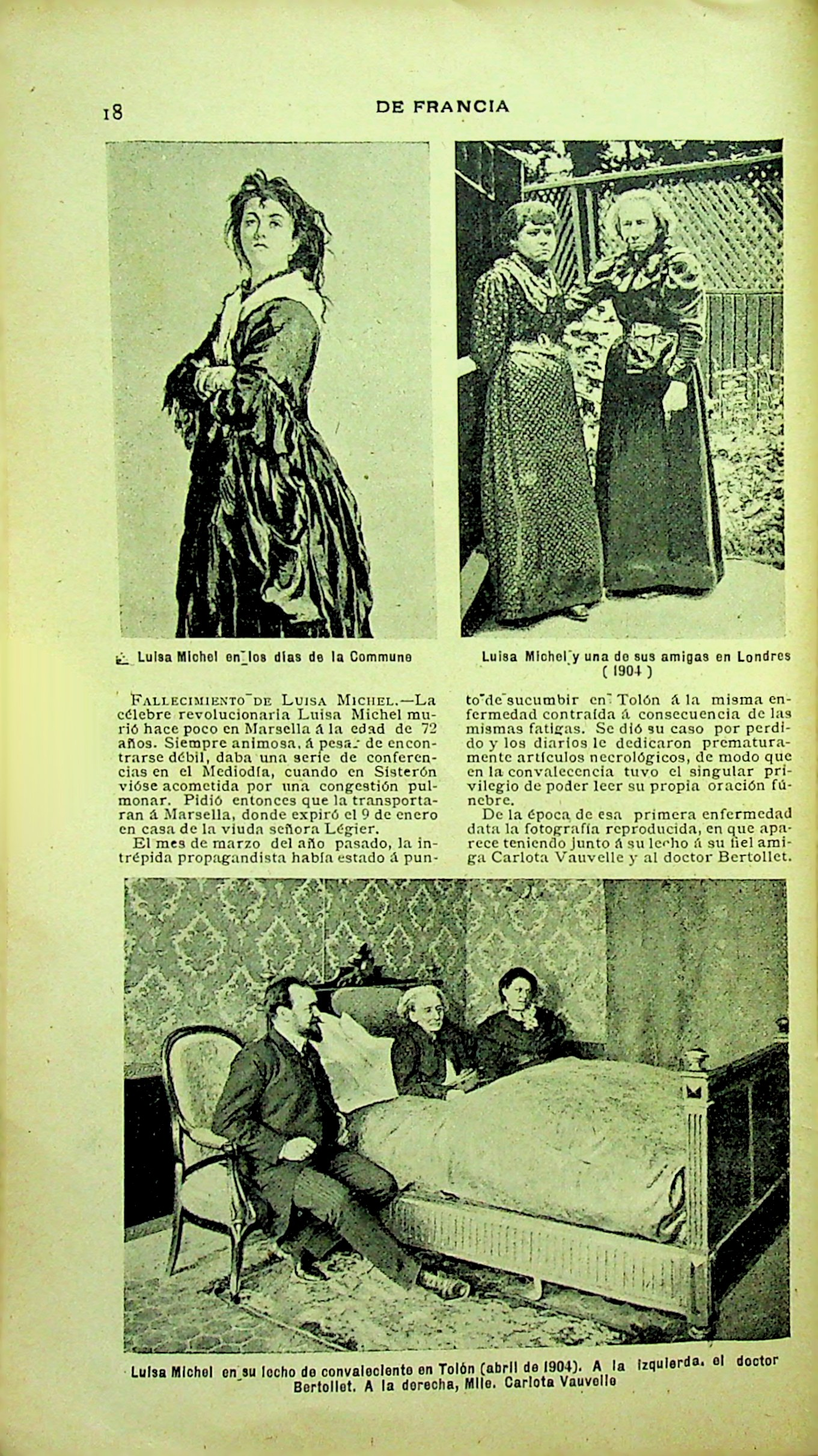
Nota sobre el fallecimiento publicada el 11 de febrero de 1905.

Amparada por la amnistía parcial concedida a los participantes en la Comuna de París, Louise Michel regresó a París en 1880. El pueblo parisino le dio una calurosa bienvenida y fue ovacionada por la multitud. Dos meses más tarde, su obra La miseria se publicó por entregas con enorme éxito. En 1881, asistió al entierro de Auguste Blanqui y pronunció su elogio fúnebre.
Su pasión militante permaneció inalterada, y multiplicó conferencias e intervenciones en mítines. En 1883, en un mitin en París, Louise Michel, para desmarcarse de los socialistas autoritarios y parlamentaristas, se pronunció a favor de la adopción de la bandera negra por los anarquistas (socialistas libertarios). Su compromiso siempre se formalizaba en acciones concretas. En 1883, Louise Michel encabezó, junto con Emile Pouget, una manifestación de desempleados que culminó con el saqueo de tres panaderías y con enfrentamientos con la policía. A las pocas semanas, Louise se entregó a las autoridades, y fue condenada a seis años de prisión y diez años de libertad vigilada. En la cárcel de Saint-Lazare salió en defensa de las prostitutas encarceladas y denunció su condición de víctimas explotadas por la sociedad. Fue amnistiada por el presidente de la República, Jules Grévy, en 1886. Inicialmente Louise rechazó la amnistía, pero finalmente la acabó aceptando. En 1887, se declaró públicamente en contra de la pena de muerte. Un año más tarde, cuando dio un discurso en Le Havre, fue víctima de un atentado perpetrado por un monárquico. Herida por dos tiros en la cabeza, se negó a denunciar a su agresor. Sus amigos Georges Clemenceau y Lissagaray, entre otros, la visitaron en su casa mientras ella se recuperaba de su herida.
Por sus discursos incendiarios fue arrestada nuevamente y nuevamente liberada. Todos sus movimientos eran vigilados de cerca por informadores de la policía y los informes acusatorios se acumulan. En abril de 1890, tras un discurso suyo en Saint-Étienne y otro mitin en Vienne que derivó en una manifestación violenta, fue arrestada y encarcelada pero se le concedió la libertad provisional. La rechazaría, porque los demás detenidos no se beneficiaban de la misma medida, y se negó a abandonar su celda. La orden de detención fue levantada pero Louise siguió sin querer dejar la cárcel mientras sus compañeros permanecieran presos. De rabia, destrozó todo lo que se encontró en su celda. El médico mandado para examinarla solicitó su internamiento en un psiquiátrico, pero las autoridades, temiendo la reacción de sus numerosos seguidores, acabaron por liberarla a principios de junio de 1890. Por temor a que la internaran, se exilió al mes siguiente a Londres (Inglaterra), donde gestionó una escuela libertaria durante varios años. A su regreso a Francia en 1895, una manifestación de simpatizantes le dio la bienvenida. El mismo año, fundó el periódico Le libertaire junto con Sébastien Faure. Adoptó una actitud moderada en la defensa del caso Dreyfus.
Durante los diez últimos años de su vida, residió entre Londres y París donde supervisaba la edición de sus obras. Sus actividades fueron constantemente vigiladas por la policía y fue detenida en numerosas ocasiones, como en 1897, cuando fue detenida en Bruselas y expulsada de Bélgica. Considerada ya como una figura destacada del anarquismo, multiplicó las conferencias en Londres, París y toda Francia, y mantuvo una participación activa en numerosas acciones reivindicativas a pesar de su avanzada edad. En 1896, participó en Londres en el Congreso Internacional Socialista de los Trabajadores y de las Uniones Sindicalistas Obreras, en el que se produjo la ruptura entre los marxistas y los anarquistas. Escribió Memorias de la Comuna en 1898.
En 1903 y 1904, a la edad de setenta y cuatro años, recorrió Francia con su amigo el anarquista Ernest Girault para dar una serie de conferencias. Al mismo tiempo, su salud se degradaba progresivamente: en 1902, tuvo una neumonía, y la enfermedad y el agotamiento la obligaron en dos ocasiones a interrumpir su gira, en 1903 y en 1904. En mayo de 1904, retomó sus conferencias y prosiguió con los viajes programados.
Louise Michel murió de una pulmonía en enero de 1905, en la habitación n.° 11 del Hotel Oasis de Marsella, mientras daba una serie de conferencias para trabajadores. Miles de personas acudieron a su funeral en París.

## Legado social
Activa luchadora de la Comuna de París, educadora popular, y anarquista, Louise Michel sigue siendo hoy en día una figura emblemática del anarquismo francés y del movimiento obrero en general. 

Todo poder encarna la maldición y la tiranía; por eso me declaro anarquista

Luchadora incansable, altruista, dedicada a la causa de los más desvalidos, su personalidad exhibía un profundo coraje, todos hechos que le valieron el pasar a la historia con el sobrenombre de "La Virgen Roja".
En las numerosas reseñas que se han publicado sobre su vida, se ha reiterado el hecho de que hubiese vestido ropa masculina, intentando así convertir en un acto de reivindicación feminista lo que, al parecer, no fue más que una anécdota puntual. Sería tal vez más realista atenerse a las propias declaraciones de Louise Michel al respecto en el juicio de diciembre de 1871, teniendo en cuenta la franqueza inquebrantable que siempre demostró tener frente a sus acusadores:

- El presidente (del tribunal): ¿Al parecer Usted llevó diversos trajes durante la Comuna?
- Louise Michel: Vestía como de costumbre. Sólo añadía un cinto rojo sobre mi ropa.
- El presidente: ¿No vistió en varias ocasiones un traje de hombre?
- Louise Michel: Sólo una vez, el 18 de marzo; iba vestida de guarda nacional para no llamar la atención.

No hay constancia de que Louise Michel hubiese llevado vestimenta masculina ni antes ni después de aquel momento. Su feminismo se inscribía en el conjunto de su lucha a favor de la igualdad, no solamente de género, sino social y política.
Aunque su obra literaria cuente con pocos ensayos teóricos y varios poemas, leyendas y cuentos, algunos para niños, Louise Michel es recordada principalmente por su activismo en pro de la revolución social. Su novela La miseria anticipa la crisis social de los suburbios de las grandes urbes francesas, a principios del siglo XXI. En reconocimiento a su labor docente, con frecuencia se pone su nombre a escuelas primarias y secundarias en muchas ciudades francesas.

## Reconocimientos
- En la guerra civil española, dos batallones de brigadistas internacionales llevaban el nombre de Louise Michel.[17]

- Hasta 1916, una manifestación recordatoria le rendía homenaje cada año en su tumba en Levallois-Perret.

- Desde 1946, una estación del Metro de París lleva su nombre.
- En 2004, el jardín situado al pie de la basílica del Sagrado-Corazón en Montmartre, París, fue rebautizado en su honor.
- La casa del conocido albañil anarquista Lucio Urtubia se convirtió en un centro social conocido como 'L'espace Louise Michel' (el espacio Louise Michel).[18]
- En agosto de 2020 comenzó a actuar un barco para rescatar a migrantes en el Mediterráneo con su nombre, financiado por el artista callejero británico Banksy.[19]

## Obras
- À travers la vie, poesía, París, 1894.
- Le Bâtard impérial, por L. Michel y J. Winter, París, 1883.
- Le claque-dents, París.
- La Commune, París, 1898.
- Contes et légendes, París, 1884.
- Les Crimes de l'époque, novelas inéditas, París, 1888.
- Défense de Louise Michel, Burdeos, 1883.
- L'Ère nouvelle, pensée dernière, souvenirs de Calédonie (canciones de los prisioneros), París, 1887
- La Fille du peuple por L. Michel y A. Grippa, París (1883)
- Le Gars Yvon, légende bretonne, París, 1882.
- Lectures encyclopédiques par cycles attractifs, París, 1888.
- Ligue internationale des femmes révolutionnaires, Appel à une réunion. Firmado como "Louise Michel", París, 1882.
- Le livre du jour de l'an : historiettes, contes et légendes pour les enfants, París, 1872.
- Lueurs dans l'ombre. Plus d'idiots, plus de fous. L'âme intelligente. L'idée libre. L'esprit lucide de la terre à Dieu... París, 1861.
- Manifeste et proclamation de Louise Michel aux citoyennes de Paris, Firmado "Louise Maboul", París, 1883.
- Mémoires, París, 1886, t. 1. (en línea en fr.wikisource) (en francés)
- Les Méprises, grand roman de mœurs parisiennes, por Louise Michel y Jean Guêtré, París, 1882.
- Les Microbes humains, París, 1886.
- La Misère por Louise Michel, segunda parte, y Jean Guêtré primera parte, París, 1882.
- Le Monde nouveau, París, 1888
- Lettres à Victor Hugo 1850-1879, Mercure de France, 2005.

Obras póstumas:
- Vol. I. Avant la Commune. Prefacio de Laurent Tailhade, Alfortville, 1905.
- Les Paysans por Louise Michel y Émile Gautier, París, Incompleto.
- Prise de possession, Saint-Denis, 1890.
- Le Rêve (en una obra de Constant Martin), París, 1898.
- Légendes et chants de gestes canaques. Présentation. Gérard Oberlé. Edición 1900. 1988.
- Je vous écris de ma nuit, correspondance générale, 1850-1904, edición de Xavière Gauthier, Édition de Paris-Max Chaleil, 1999.